# Lauren Holly
Lauren Michael Holly, född 28 oktober 1963 i Bristol i Pennsylvania, är en amerikansk skådespelerska. Båda hennes föräldrar var lärare, hennes far i engelsk litteratur och hennes mor i historia.
Lauren har varit gift tre gånger. Första gången med Danny Quinn (1991–1993), andra gången med Jim Carrey (1996–1997) och det tredje giftermålet var med Francis Greco 2001 framtill 2014 och de har tre barn.

## Filmografi (urval)
- 1985 – Love Lives On (TV-film)
- 1985 – Seven Minutes in Heaven
- 1986 – Fem utan nåd
- 1987–1988 – All My Children (TV-serie)
- 1990 – Archie: To Riverdale and Back Again
- 1990 – Ford Fairlane
- 1991 – The Antagonists (TV-serie)
- 1992 – Desperat jakt (TV-film)
- 1992 – Småstadsliv (TV-serie)
- 1993 – Dragon - historien om Bruce Lee
- 1994 – Dolda begär
- 1994 – Dum & dummare
- 1995 – Sabrina
- 1996 – Beautiful Girls
- 1996 – Titta vi dyker
- 1997 – Turbulence
- 1997 – A Smile Like Yours
- 1998 – No Looking Back
- 1998 – Vig
- 1999 – Entropy
- 1999 – Any Given Sunday
- 1999–2000 – Chicago Hope (TV-serie)
- 2000 – The Last Producer
- 2000 – Vad kvinnor vill ha
- 2001 – Jackie, Ethel, Joan: The Women of Camelot (TV-film)
- 2001 – Spirited Away (röst)
- 2002 – King of Texas
- 2002 – Changing Hearts
- 2002 – Santa, Jr. (TV-film)
- 2002 – Pavement (TV-film)
- 2003 – Raising Flagg
- 2004 – The Godfather of Green Bay
- 2004 – Down and Derby
- 2004 – Just Desserts
- 2004 – In Enemy Hands
- 2004 – Caught in the Act (TV-film)
- 2005 – The Chumscrubber
- 2005–2008 – NCIS (TV-serie)
- 2009 – Crank: High Voltage